# Angola ai Giochi della XXXII Olimpiade
L'Angola partecipa ai Giochi della XXXII Olimpiade, che si svolgono a Tokyo, Giappone, dal 23 luglio all'8 agosto 2021 (inizialmente previsti dal 24 luglio al 9 agosto 2020 ma posticipati per la pandemia di COVID-19) con una delegazione di 20 atleti impegnati in 5 discipline.

## Delegazione
| Sport            | Uomini | Donne | Totale |
| ---------------- | ------ | ----- | ------ |
| Atletica leggera | 1      | -     | 1      |
| Judo             | -      | 1     | 1      |
| Nuoto            | 1      | 1     | 2      |
| Pallamano        | -      | 14    | 14     |
| Vela             | 2      | 0     | 2      |
| Totale           | 4      | 16    | 20     |

## Risultati

### Atletica leggera
Maschile
Eventi su pista e strada
| Atleta       | Evento      | Batteria     | Batteria     | Semifinale      | Semifinale      | Finale          | Finale          |
| Atleta       | Evento      | Risultato    | Posizione    | Risultato       | Posizione       | Risultato       | Posizione       |
| ------------ | ----------- | ------------ | ------------ | --------------- | --------------- | --------------- | --------------- |
| Aveni Miguel | 100 m piani | Squalificato | Squalificato | Non qualificato | Non qualificato | Non qualificato | Non qualificato |

### Judo
Femminile
| Atleta              | Evento | 16-esimi                       | Ottavi               | Quarti               | Semifinali           | Ripescaggio          | Med. bronzo          | Finale               | Posizione       |
| Atleta              | Evento | Avversario Risultato           | Avversario Risultato | Avversario Risultato | Avversario Risultato | Avversario Risultato | Avversario Risultato | Avversario Risultato | Posizione       |
| ------------------- | ------ | ------------------------------ | -------------------- | -------------------- | -------------------- | -------------------- | -------------------- | -------------------- | --------------- |
| Diassonema Mucungui | -57 kg | E. Lip'art'eliani (GEO) P(0-1) | Non qualificata      | Non qualificata      | Non qualificata      | Non qualificata      | Non qualificata      | Non qualificata      | Non qualificata |

### Nuoto
Maschile
| Atleta         | Evento         | Batterie | Batterie  | Semifinali      | Semifinali      | Finale          | Finale          |
| Atleta         | Evento         | Tempo    | Posizione | Tempo           | Posizione       | Tempo           | Posizione       |
| -------------- | -------------- | -------- | --------- | --------------- | --------------- | --------------- | --------------- |
| Salvador Gordo | 100 m farfalla | 55"96    | 54º       | non qualificato | non qualificato | non qualificato | non qualificato |

### Pallamano
| Squadra             | Torneo    | Girone               | Girone               | Girone                | Girone               | Girone                    | Girone | Quarti               | Semifinali           | Finale               | Pos.            |
| Squadra             | Torneo    | Avversario Punteggio | Avversario Punteggio | Avversario Punteggio  | Avversario Punteggio | Avversario Punteggio      | Pos.   | Avversario Punteggio | Avversario Punteggio | Avversario Punteggio | Pos.            |
| ------------------- | --------- | -------------------- | -------------------- | --------------------- | -------------------- | ------------------------- | ------ | -------------------- | -------------------- | -------------------- | --------------- |
| Nazionale femminile | Femminile | Montenegro P (22-33) | Norvegia P (21-30)   | Paesi Bassi P (28-37) | Giappone V (28-25)   | Corea del Sud Par (31-31) | 5ª     | Non qualificate      | Non qualificate      | Non qualificate      | Non qualificate |

### Femminile
Rosa

| N° | Naz.              | Ruolo | Sportivo           | Anno |         |  | Squadra di club              |  |
| -- | ----------------- | ----- | ------------------ | ---- | ------- |  | ---------------------------- |  |
| 5  | Angola (bandiera) | CB    | Marilia Quizelete  | 1997 | 1,68 cm |  | Atlético Petróleos de Luanda |  |
| 6  | Angola (bandiera) | CB    | Helena Paulo       | 1998 | 1,77 cm |  | C.D. Primeiro de Agosto      |  |
| 7  | Angola (bandiera) | CB    | Natália Bernardo   | 1986 | 1,70 cm |  | C.D. Primeiro de Agosto      |  |
| 10 | Angola (bandiera) | P     | Albertina Kassoma  | 1996 | 1,94 cm |  | CS Rapid București           |  |
| 12 | Angola (bandiera) | GK    | Helena Sousa       | 1994 | 1,90 cm |  | Saint-Amand Handball         |  |
| 13 | Angola (bandiera) | RW    | Natália Kamalandua | 1998 | 1,63 cm |  | Atlético Petróleos de Luanda |  |
| 15 | Angola (bandiera) | RB    | Azenaide Carlos    | 1990 | 1,71 cm |  | RK Podravka Koprivnica       |  |
| 16 | Angola (bandiera) | GK    | Teresa Almeida     | 1988 | 1,84 cm |  | Atlético Petróleos de Luanda |  |
| 17 | Angola (bandiera) | RB    | Wuta Dombaxe       | 1986 | 1,81 cm |  | C.D. Primeiro de Agosto      |  |
| 20 | Angola (bandiera) | LB    | Stélvia Pascoal    | 2002 | 1,76 cm |  | Atlético Petróleos de Luanda |  |
| 21 | Angola (bandiera) | LB    | Magda Cazanga      | 1991 | 1,77 cm |  | Atlético Petróleos de Luanda |  |
| 23 | Angola (bandiera) | RW    | Juliana Machado    | 1994 | 1,70 cm |  | C.D. Primeiro de Agosto      |  |
| 25 | Angola (bandiera) | P     | Liliana Venâncio   | 1995 | 1,91 cm |  | C.D. Primeiro de Agosto      |  |
| 90 | Angola (bandiera) | CB    | Isabel Guialo      | 1990 | 1,80 cm |  | Fleury Loiret HB             |  |

- Allenatore:  Vivaldo Eduardo

Preliminari - Gruppo A
| 25 luglio 2021 | Montenegro | 33 – 22 | Angola |  |

| 27 luglio 2021 | Norvegia | 30 – 21 | Angola |  |

| 29 luglio 2021 | Paesi Bassi | 37 – 28 | Angola |  |

| 31 luglio 2021 | Angola | 28 – 28 | Giappone |  |

| 2 agosto 2021 | Corea del Sud | 31 – 31 | Angola |  |

### Vela
Maschile
| Atleta                        | Evento | Regata | Regata | Regata | Regata | Regata | Regata | Regata | Regata | Regata | Regata | Regata | Punteggio Totale | Punteggio Netto | Classifica |
| Atleta                        | Evento | 1      | 2      | 3      | 4      | 5      | 6      | 7      | 8      | 9      | 10     | M      | Punteggio Totale | Punteggio Netto | Classifica |
| ----------------------------- | ------ | ------ | ------ | ------ | ------ | ------ | ------ | ------ | ------ | ------ | ------ | ------ | ---------------- | --------------- | ---------- |
| Paixao Afonso Matias Montinho | 470    | 20     | 18     | 19     | 18     | 19     | 18     | 18     | 19     | 19     | 19     | E      | 187              | 167             | 19°        |